# Susi Eppenberger

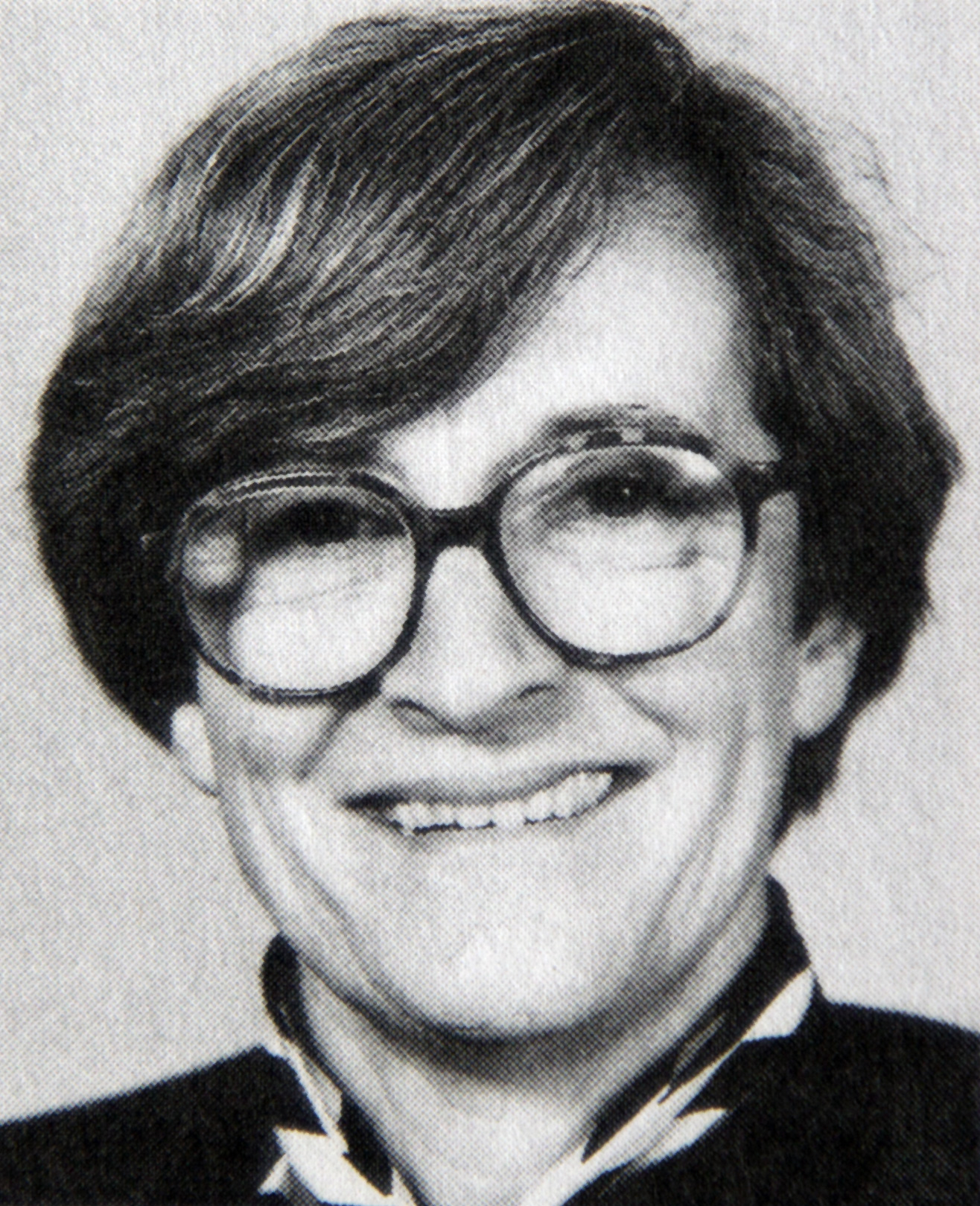
Susi Eppenberger

Susanna «Susi» Eppenberger-Egger (geboren am 18. Oktober 1931 in Herisau; heimatberechtigt in St. Peterzell und Herisau; gestorben am 5. November 2023 in Speicher AR) war eine Schweizer Politikerin (FDP). Sie war von 1979 bis 1991 Nationalrätin. Sie war die dritte St. Gallerin, die in den Nationalrat gewählt wurde.

## Leben

### Herkunft, Ausbildung und Beruf
Eppenberger war gebürtige Appenzellerin. Ihr Vater war der Inhaber eines Baugeschäfts und Kantonsrat des Kantons Appenzell Ausserrhoden. Sie wuchs als älteste von vier Mädchen und einem Knaben in Herisau auf. Sie besuchte die Kantonsschule St. Gallen und erwarb 1950 ein Handelsdiplom. Danach arbeitete sie als Sekretärin. 1954 heiratete sie den Tierarzt Willi Eppenberger. Sie wurde Mutter einer Tochter und zweier Söhne.
Eppenberger wohnte nach der Hochzeit zunächst in Unterwasser, wo ihr Mann eine Tierarztpraxis führte. 1958 zog die Familie in ein Haus mit eingebauter Tierarztpraxis in Nesslau. Nachdem Eppenberger nach der Hochzeit zunächst als Hausfrau tätig gewesen war, arbeitete sie von 1970 bis 1988 als administrative Leiterin der Tierklinik Nesslau ihres Ehemannes. Sie starb am 5. November 2023 im Alter von 92 Jahren in Speicher AR. Zuletzt war sie in Wildhaus SG wohnhaft.

### Politik
Eppenberger engagierte sich zuerst in Frauen- und Bäuerinnenvereinigungen. 1972 wurde sie als eine der ersten Frauen in den St. Galler Kantonsrat gewählt. 1975 kandidierte sie für den Nationalrat und belegte den ersten Ersatzplatz. 1979 rückte sie für Ruedi Schatz nach, der tödlich verunfallt war. Bei den Wahlen im Herbst 1979 wurde sie im Amt bestätigt. Bei den Wahlen 1991 trat sie nicht mehr an.
Eppenberger engagierte sich in der Aussen- und Entwicklungspolitik sowie für Frauenrechte und Tierschutz.

### Nach der politischen Laufbahn
Nach ihrem Rückzug aus dem Nationalrat war Eppenberger von 1991 bis 2001 ehrenamtlich in verschiedenen Stiftungen tätig, unter anderem als Präsidentin des Schweizerischen Arztgehilfinnen-Verbandes oder als Stiftungsrätin der Stiftung Kinderspital Kantha Bopha von Beat Richner.